# Charles Francis Clarkson
Charles Francis Clarkson, OBE (* 1. November 1881 in Durban, Kolonie Natal, heute: KwaZulu-Natal; † 27. November 1959 ebenda) war ein südafrikanischer Politiker, der mehrmals Minister in der Südafrikanischen Union war.

## Leben

### Familie
Charles Francis Clarkson war ein Sohn von Francis Thomas Clarkson, dessen Eltern im Rahmen des Immigrationsprogramms von Unternehmer J. C. Byrne (um 1850) nach Natal gekommen waren, und Rebecca Hannah, geb. Minshill. 1908 heiratete er Sabina McEwan. Aus der Ehe gingen ein Sohn und drei Töchter hervor.

### Ausbildung, Wehrdienst und Beruf
Clarkson besuchte die Boys’ Model School und die High School in seiner Geburtsstadt Durban. Zum Ende des Zweiten Burenkriegs diente er in Durbans Leichter Infanterie. 1905 wurde er als Anwalt am Obersten Gericht von Natal zugelassen.

### Politische Karriere
Ab 1911 leitete Clarkson als Secretary das Büro der Unionist Party in der Provinz Natal. Nach deren Zusammenschluss mit der South African Party (SAP) wurde er 1921 zum stellvertretenden Parteivorsitzenden innerhalb der Provinz unter Charles Smith gewählt. Ab 1930 führte er als Vorsitzender (Chairman) die SAP in Natal und bis 1948 deren Nachfolger, die United Party.
Von 1915 bis 1930 war er gewähltes Mitglied des Provincial Council (Vorläufer der Provincial Legislature) für Victoria County, ab 1924 gehörte er dessen Executive Committee an.
Clarkson saß (bis auf eine dreimonatige Unterbrechung) von 1930 bis 1957 im Senat der Südafrikanischen Union. Er wurde 1933 im dritten Kabinett von Premierminister Barry Hertzog Minister für öffentliche Arbeiten, Post und Telegrafie (Minister van Openbare Werken, Posterijen en Telegrafie) und bekleidete dieses Amt auch im vierten Kabinett Hertzog (1938 bis 1939). Nachdem Jan Christiaan Smuts am 5. September 1939 als Nachfolger von Barry Hertzog neuer Premierminister wurde, bekleidete er auch im vierten Kabinett Smuts (1939 bis 1943) sowie im fünften Kabinett Smuts (1943 bis 1945) das Amt als Minister für öffentliche Arbeiten, Post und Telegrafie. Am 16. August 1943 übernahm er zudem von Harry Lawrence das Amt als Innenminister und hatte dieses im fünften Kabinett Smuts bis zum 16. Januar 1948 inne. Zuletzt war er 1948 noch einmal Minister für öffentliche Arbeiten, Post und Telegrafie.